# Nazionale femminile di pallacanestro dell'Egitto
La nazionale di pallacanestro dell'Egitto è la rappresentativa cestistica dell'Egitto ed è posta sotto l'egida della Federazione cestistica dell'Egitto.

## Piazzamenti

### Campionati africani
- 1966 -  1°
- 1968 -  1°
- 1970 -  2°
- 1974 -  3°
- 1977 -  2°

- 1984 - 6°
- 1990 - 7°
- 2000 - 7°
- 2013 - 8°
- 2015 - 8°

- 2017 - 7°
- 2019 - 7°
- 2021 - 6°
- 2023 - 10°
- 2025 - 9°

## Formazioni

### Campionati africani
Campionato africano femminile di pallacanestro 19904 Mohamed, 5 Taoufik, 6 Moustapha, 7 el-Refai, 8 Diwan, 9 Terry, 10 Akl, 11 Hassan Aly, 12 Kadry, 13 Nacer, 14 Fayed, 15 Taha,        All. -
Campionato africano femminile di pallacanestro 20004 Noha M.O., 5 Shahinaz N.M., 6 Hana M.G., 7 Reem M.M., 8 Abdelsamad, 9 Gamal, 10 Nehal S.O., 11 Yasmine M.A., 12 Sahar F.A., 13 Rasha M.O., 14 Iman M.H., 15 Asma N.A.,        All. -
Campionato africano femminile di pallacanestro 20134 Aly, 5 Awad, 6 Helwa, 7 Abdelhakam, 8 Walid, 9 Gamal, 10 Amr, 11 Osama, 12 Sherif, 13 Afify, 14 Amer, 15 Adel,        All. Hesham Zayany
Campionato africano femminile di pallacanestro 20154 Deghady, 5 Abdelalim, 8 Masoud, 9 Osama, 10 Taher, 12 Abdelnabi, 14 Awad, 15 Elgedawy, 35 Selaawi, 41 Aly, 50 Nady, 88 Elkousy,        All. Tarek Shoukry
Campionato africano femminile di pallacanestro 20174 Youssef, 5 Abdelalim, 8 Deghady, 9 Osama, 11 Sherif, 12 Abdelfattabi, 14 Awad, 18 Bakr, 41 Elshaarawy, 49 Abdelgawad, 69 Helwa,        All. Amr Ashour
Campionato africano femminile di pallacanestro 20191 Moussa, 4 Abdelgawad, 5 Abdelgawad, 6 Aly, 7 Merssal, 8 Deghady, 9 Awad, 10 Bakr, 11 Sherif, 14 Awad, 15 Elgedawy, 41 Elshaarawy, 74 Marouf,        All. Ehab Elalfy
Campionato africano femminile di pallacanestro 20211 Moussa, 5 Abdelalim, 7 Mohamed, 8 Deghady, 9 Merssal, 10 Ahmed, 12 Abdelnabi, 14 Amer, 15 Elgedawy, 34 Elshaarawy, 50 Taha, 51 Abdelalim,        All. Ehab Elalfy
Campionato africano femminile di pallacanestro 20230 Elfiky, 1 Moussa, 4 Abdelgawad, 7 Mohamed, 8 Deghady, 9 Bakr, 10 Ahmed, 11 Sherif, 13 Elfsherif, 14 Sallman, 15 Elgedawy, 97 Aly,        All. Ehab el-Alfy
Campionato africano femminile di pallacanestro 20252 Khalifa, 3 El-Shabrawy, 4 Abdelgawad, 5 Oweis, 6 Badawy, 7 Abouelghait, 9 Bakr, 10 Ahmed, 12 Abdelnabi, 15 Elgedawy, 23 El-Shaarawy, 33 Ibrahim,        All. Julian Martinez